# Osijeks flygplats
Osijeks flygplats (kroatiska: Zračna luka Osijek) är en internationell och regional flygplats vid Osijek i Kroatien. Flygplatsen tjänar främst Osijek och östra Kroatien samt till viss del grannländerna Bosnien-Hercegovina, Serbien och Ungern. Flygplatsen är belägen vid samhället Klisa 20 km sydväst om Osijek.   

## Historia
Under mellankrigstiden låg den första flygplatsen i vad som idag är Osijek-Baranjas län vid Vukovar. Efter andra världskriget förekom endast sportflygning i östra SR Kroatien och 1971 föddes idén om att etablera Osijeks flygplats. Efter att idén realiserats öppnade flygplatsen 1980 för reguljär flygtrafik.
Under det kroatiska självständighetskriget intogs flygplatsen av JNA i samarbete med lokala serbiska enheter. Flygplatsen plundrades och det mesta av den tekniska utrustningen förstördes eller stals. Det nationella behovet av flygtransport innebar att sportflygplatsen i Čepin 1990-2001 kom att tjäna som regional flygplats. Sedan Osijeks flygplats reparerats och återställts kom den åter att inta platsen som Slavoniens främsta flygplats.      

## Kommunikationer
Till och från flygplatsen går det att komma med bil, taxi eller Osijeks stadsbussar som trafikeras av GPP Osijek. Rutten går via landsväg D2 (Osijek-Vukovar). Restiden är cirka 30 minuter.  
Vid flygplatsen finns totalt 297 parkeringsplatser. 277 av dessa är för bilar, 2 för taxi och 2 för bussar. Ytterligare 13 parkeringsplatser är reserverade för rörelsehindrade.

## Trafik
1980-1991 uppgick antalet resenärer till 38 000 personer årligen. Det kroatiska självständighetskriget och flygplatsens förstörelse skulle komma att förändra dess fortsatta verksamhet. 
Under 2000-talet öppnade flygplatsen åter. 2009-2010 arrangerades charterresor från Osijeks flygplats till Tunisien och antalet resenärer uppgick då till över 20 000 personer per år. Januari-maj 2013 hade flygplatsen 3 404 resenärer.

### Statistik[2]
| År   | Antal flygplan | Antal resenärer | Frakt (ton) |
| ---- | -------------- | --------------- | ----------- |
| 2001 | 266            | 1 009           | -           |
| 2002 | 673            | 3 132           | -           |
| 2003 | 720            | 3 354           | -           |
| 2004 | 708            | 3 030           | 356,00      |
| 2005 | 695            | 2 343           | 3 830,20    |
| 2006 | 649            | 2 871           | 515,40      |
| 2007 | 550            | 2 766           | 270,57      |
| 2008 | 774            | 14 685          | 173,05      |
| 2009 | 855            | 20 438          | 188,00      |
| 2010 | 792            | 20 824          | 0,00        |
| 2011 | 1 582          | 22 104          | 0,00        |
| 2012 | 1 636          | 2 195           | 0,00        |

### Flygbolag
| Flygbolag        | Destinationer    | Övrigt         |
| ---------------- | ---------------- | -------------- |
| Croatia Airlines | Dubrovnik, Split | Säsongsbetonad |
| Ryanair          | London           | Säsongsbetonad |
| Trade Air        | Zagreb           |                |

### Fotnoter
1. 1 2 3 4 5 6 7 8  Osijeks flygplats Arkiverad 6 oktober 2014 hämtat från the Wayback Machine. - Officiell webbplats (engelska)
2. 1 2 3  ”Izvješće o poslovanju Zraćne luke Osijek d.o.o. za 2012. godinu.” (på kroatiska) ( PDF). Zračna luka Osijek d.o.o. http://www.obz.hr/hr/pdf/2013/4_sjednica/12-Izvjesce_o_poslovanju_Zracne_luke_Osijek_d.o.o._za_2012.pdf. Läst 5 oktober 2014.
3. 1 2 3  Osijeks flygplats Arkiverad 6 oktober 2014 hämtat från the Wayback Machine. - Officiell webbplats (engelska)
4. ↑  Osijeks flygplats Arkiverad 6 oktober 2014 hämtat från the Wayback Machine. - Officiell webbplats (engelska)
5. ↑  Kroatiska statistiska centralbyrån Arkiverad 5 juli 2017 hämtat från the Wayback Machine. - Officiell webbplats (kroatiska) (engelska)